# Mission de l'Immaculée Conception
La mission jésuite de l'Immaculée Conception fut fondée en 1693. Elle fut le noyau autour duquel vint grandir le village de Kaskaskia situé à l'embouchure de la rivière des Metchigamias, nommée par la suite rivière des Kaskaskia. La mission jésuite de Kaskaskia était très active et fit du Pays des Illinois un des centres les plus évangélisateurs. Il permit la conversion de nombreux Illinois. 

## Historique
Entre mars 1693 et février 1694, les lettres du Père Jacques Gravier au Supérieur de la mission, Jacques Bruyas,  mentionnent la mission de l'Immaculée Conception de Notre-Dame. C'est durant cette période qu'il bénit le mariage d'un Français à la fille du chef des Kaskaskia, ce qui renforça les liens entre les Français et les Amériendiens.